# Taiwanische Badmintonmeisterschaft 1956
Die Taiwanische Badmintonmeisterschaft der Saison 1955/1956 fand in Taipeh statt. Es war die erste Auflage der nationalen Titelkämpfe von Taiwan im Badminton.

## Titelträger
| Disziplin    | Sieger                     |
| ------------ | -------------------------- |
| Herreneinzel | Kao Wei Pong               |
| Dameneinzel  | Bonnie Y. C. Liu           |
| Herrendoppel | Kao Wei Pong Wang Chi Chet |
| Damendoppel  | Bonnie Y. C. Liu K. C. Wu  |
| Mixed        | Wang Chi Chet Chen Lum Mei |